# ハイコ・ジェプキン
ハイコ・ジェプキン（Hayko Cepkin, 1978年3月11日 - ）は、トルコ・イスタンブール出身のアルメニア系トルコ人の歌手・ミュージシャン・ピアニスト。オルタナティブ・ロックから美しい旋律主体の曲まで幅広くこなす独自の音楽で知られる。
奇抜なファッションとパフォーマンスで独特な世界観を作り上げている。

## 経歴

### 初期
高校卒業後、ミマル・シナン大学（en:Mimar Sinan University）で2年間音楽を学びながら、ティムル・セルチュク現代音楽センター（Timur Selçuk Modern Music Center）で基礎音楽理論と和声学を専攻。その後さらに1年間イスタンブール・アカデミー（İstanbul Academy）に通い、1997年からトルコの著名なミュージシャンのバックで演奏を始める。関わったアーティストには オギュン・サンルソイ(en:Ogün Sanlısoy)、アイリン・アスルム(en:Aylin Aslım)、コライ・ジャンデミル(en:Koray Candemir)、デミル・デミルカン(en:Demir Demirkan)などがいる。またさまざまなアーティストのアルバムでコラボレーションしている。作曲家として経験を積みながら、ハイコは上記アーティストの作品に貢献した。詩人であるムラットハン・ムンガン(en:Murathan Mungan)のコンピレーション・アルバム『Söz vermiş Şarkılar』（アイリン・アスルムがムンガンとのデュエットで参加）の制作にも寄与した。

### バンド活動
2005年にハイコは自身と同名となるバンド、ハイコ・ジェプキンを結成。当初のバンド・メンバーは、ハイコ・ジェプキン（tr:Hayko Cepkin、ヴォーカル）、ウムト・トレ（tr:Umut Töre、ギター）、オヌル・シェンギュル (tr:Onur Şengül、ベース)、ムラト・ジェム・エルギュル（tr:Murat Cem Ergül、ドラムス）、その後、セカンド・アルバムの発売直前にオヌルが多忙さを理由にバンドを脱退、代わりに、ポイラズ・クルチュ （tr:Poyraz Kılıç、ベース）、が新メンバーとして加入した。
2005年に発売されたファースト・アルバム『Sakin Olmam Lazım』では、それまでの半生に彼が書きためてきた曲が多く収録されている。このアルバムの音楽性はトルコの伝統音楽要素から生々しい不安を表現したロック曲まで多岐に渡る。「Yarası Saklı」、「Görmüyorsun」、「Fırtınam」、「Son Kez」、そして悪名高い「Zaman Geçti」がシングルとしてリリースされている。彼の音楽の独自性と歌詞に注目が集まり、このアルバムからの曲はラジオでも多く放送された。
2007年にはセカンド・アルバム『Tanışma Bitti』をリリース。ファースト・シングルとなった「Yalnız Kalsın」は国内チャートで大きな成功を収める。ファン層が拡大する中、この年のRock’n Coke Festival（en:Rock'n Cokeイスタンブールで毎年開催される大型ロック・フェスティバル）に参加、ソールドアウトの会場でパフォーマンスした。現在、2011年のユーロビジョン・ソング・コンテストのトルコ代表候補として噂されている1人である。

### 他の歌手との合作
トルコでは他の歌手のカバーやコラボレーションが多い。
- テオマン（Teoman）の曲「Gökdelenler」と、ユチ・フレル(tr:3 Hürel)の曲「 Ağlarsa Anam Ağlar」をハイコがデスメタル調にしてカバーした、共演もしている。
- 2008年、ヒップホップグループラポル・イキ(tr:Rapor 2)とのコラボレーション曲「Körebe」。
- 2008年、ジェム・アドリアン（tr:Cem Adrian）のアルバム『Emir』の曲「Kelebek」でコラボレーション。
- 2009年、ゴクシェ・ディンジェル(tr:Gökçe Dinçer)とのコラボレーション曲「Aklım Giderken」。
- 2009年、セラプ・ヤイズ(tr:Serap Yağız)とのコラボレーション曲「Hoşgeldin」。

### イベントへの出演
- 2007年と2009年、Rock’n Coke Festivalに出演。
- 2007年、Rock Müzikaller(tr:Rock Müzikaller）に出演。
- 2009年のラマダーン期間のTRT放送(tr:TRT)で、16世紀のスーフィー詩人ピル・スルタン・アブダル（tr:Pir Sultan Abdal）の詞「Demedim mi?」を使った同名の曲を作り、テレビでミュージックビデオが放送された。
- Rock'n Dark2010(tr:Rock'n Darkトルコの現在一番熱いロックアーティストを決めるイベント）では審査員をした。

## ディスコグラフィ

### アルバム
- 2005: Sakin Olmam Lazım
- 2007: Tanışma Bitti
- 2010: Sandık
- 2012: Aşkın Izdırabını...
- 2016: Beni Büyüten Şarkılar Vol.1
- 2020: Karantina Günlüğü (Burak Malçok ile)

### EP
- 2019: Kabul Olur / Dans Et

### シングル
- 2018: "Azad" (Cenk Durmazel ile)
- 2020: "Hayvaaağ1n"
- 2020: "Tutacağım Ellerini" (Cem Adrian ve Halil Sezai ile)

## 映画ドラマ
- 2005 - tr:Balans ve Manevra (Film)（バランスと策略）アイリン・アスルムのバンドのギタリスト役
- 2006 - Araf（煉獄）音楽プロデュースを担当
- 2008 - tr:Çocuk (film)（こども）主演映画　イスフェンディヤル役
- 2009 - tr:İstenmeyen Tüyler (TV Filmi)（無駄毛）TV映画　放映は未定 .
- 2009 - tr:1 Kadın 1 Erkek（女１人男１人）Hayko Cepkin本人役
- 2012 - Acayip Hikayeler（奇妙な物語）日本の「世にも奇妙な物語」風テレビドラマ。Haykoはストーリーテラーで出演。